# Mani' ibn Rabi'a al-Muraydi
Māniʿ ibn Rabīʿa al-Muraydī (in arabo مانع بن ربيعة المريدي‎?), (fl. XV secolo) è stato un nobile arabo noto per l'essere il più antico antenato conosciuto della famiglia Al Sa'ud, che attualmente governa il Regno dell'Arabia Saudita. Si pensa che discenda dai Banu Hanifa, una delle tribù dei Banu Bakr ibn Wa'il, discendenti di Rabi'a. Questi gruppi appartenevano al popolo degli adnaniti chiamati gli Arabi del Nord. La sua residenza originale era il villaggio di al-Duru', vicino alla città di al-Qatif, sulla costa orientale della penisola araba.
È noto che nel 1446 visitò il suo parente ibn Dir'a nel villaggio di Manfūḥa, vicino alla città di Hajr (oggi Riad) nell'Arabia centrale. Mani' ibn Rabi'a in seguito acquistò dei terreni a Ghusayba e al-Mulaybeed, che in seguito si fusero e si svilupparono in una città chiamata Dirʿiyya, che divenne il centro di potere della famiglia.
Tra il 1654 ed il 1726 sorse una forte rivalità tra i rami della famiglia. Gli Al Watban, discendenti di Watban ibn Rabi'a, si contrapponevano agli Al Miqrin, discendenti di Miqrin ibn Markhan. Vi furono anche conflitti con gli altri governanti della zona. Il ramo Al Miqrin sotto la guida di Muhammad ibn Sa'ud alla fine riuscì a prevalere e siglò un patto di alleanza con lo sceicco Muḥammad ibn ʿAbd al-Wahhāb. Questo patto, siglato nel 1744, è considerato l'atto di nascita del Primo Stato Saudita.